# Момоты
Момоты или обыкновенные момоты (лат. Momotus) — род птиц семейства момотовых отряда ракшеобразных. Момоты — это тропические птицы с ярким оперением. В окраске преобладают зелёный, жёлтый и оранжевый цвета. Момотов легко узнать по характе́рной чёрной «маске» на голове и длинному хвосту с двумя рулевыми перьями, заканчивающими чем-то наподобие ракеток. Все виды — птицы среднего размера: с длиной туловища 30—48 см и массой — 100—150 г.

## Этимология
Латинское название рода — Momotus, образовано от ацтекского Motmot. Как упоминает Эрнандес в труде «Nova plantarum, animalium et mineralium mexicanorum historia a Francisco Hernández in indis primum compilata, de inde a Nardo Antonio Reccho in volumen digesta», именно так ацтеки называли синеголовую птицу, обитающую в тропических регионах.
Русское название — это калька с латинского.

## Описание

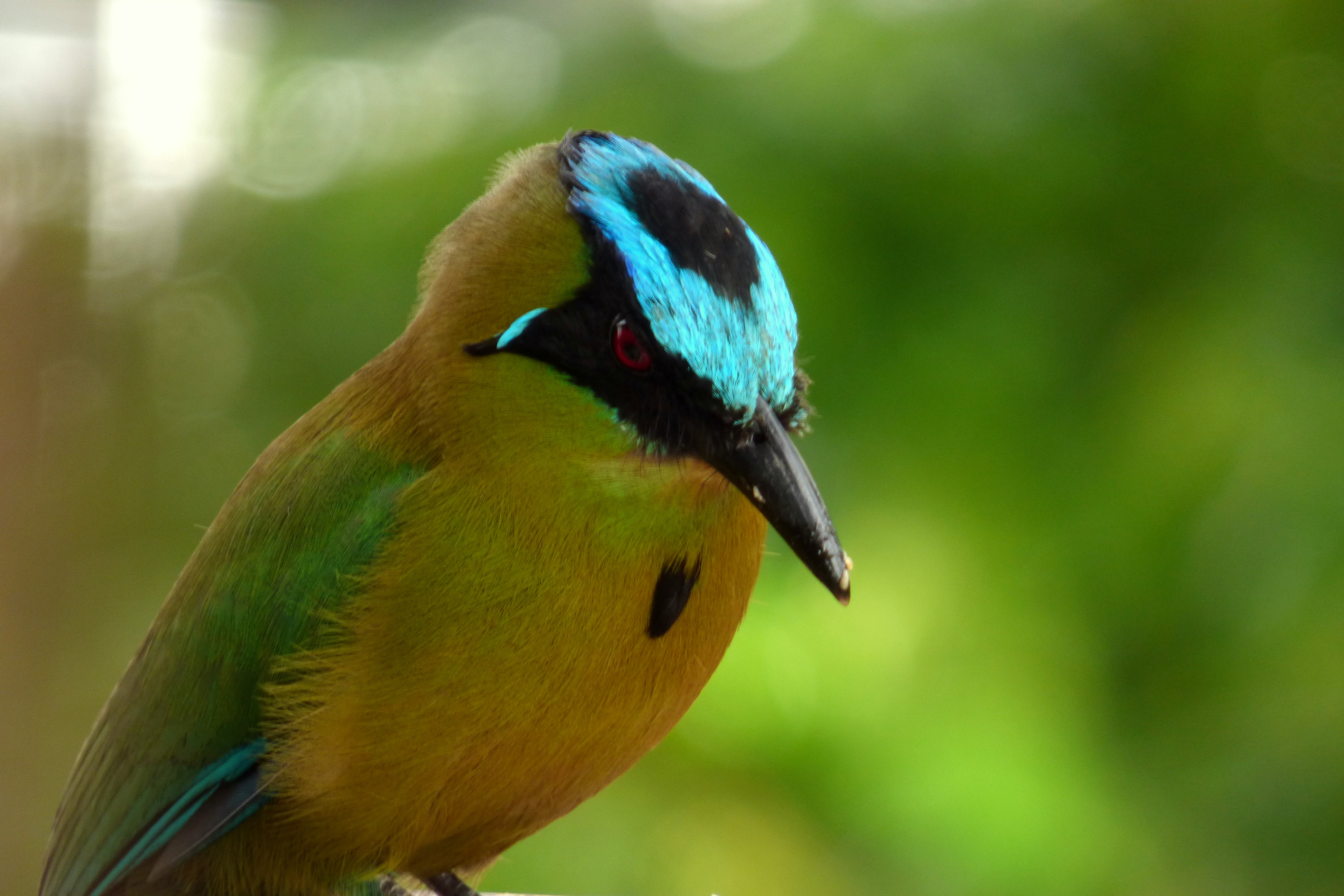
Синяя «шапочка» на голове у момота

### Внешний вид
Момоты — это средних размеров птицы, с длиной тела около 40—45 см и массой 100—150 грамм. Самый маленький вид, Momotus mexicanus, имеет длину тела около 30—35 см, а самый крупный, Momotus aequatorialis, — около 48 см. Телосложение стройное, силуэтом птица напоминает сороку или ворону, но с более длинным хвостом. У всех видов хвост ступенчатый, два рулевых пера удлинены и оканчиваются чем-то наподобие ракеток. Окраска всех видов схожая, с более тёмной спиной и более светлым низом туловища. У большинства видов спина, крылья и хвост окрашены в зелёный или бирюзово-зелёный цвет. Брюшко может быть жёлтого, жёлто-оранжевого или светло-зелёного цвета. У бурошапочного момота верхняя часть головы и задняя часть шей окрашены в рыже-коричневый цвет. У остальных видов на верхней части головы голубое или голубое с синим кольцо, и чёрная макушка. У всех видов есть чёрная «маска», которая располагается в области глаз и клюва, и также у всех видов на горле есть небольшое количество чёрных перьев, которое образует пятнышко. Радужная оболочка у момотов красная. Клюв чёрный и мощный, помогает птице охотиться на изворотливую добычу. Половой диморфизм не выражен.

### Голос
Момотов часто можно услышать утром, когда птицы перекликаются друг с другом. Звуки, которые издают эти птицы, бывают односложными или двусложными и повторятся один или два раза (причём повторяемость иногда служит критерием, по которому один вид отличают от другого). Крик бурошапочного момота передаётся как «крр», «крру», «крруп» или «крр-ап», у остальных видов — как «хуту», «хут», «кут» или «ут».

## Распространение
Момоты эндемичны для Центральной и Южной Америки. Распространены от юга Мексики и островов Тринидад и Тобаго до Парагвая и северо-востока Аргентины.

## Питание

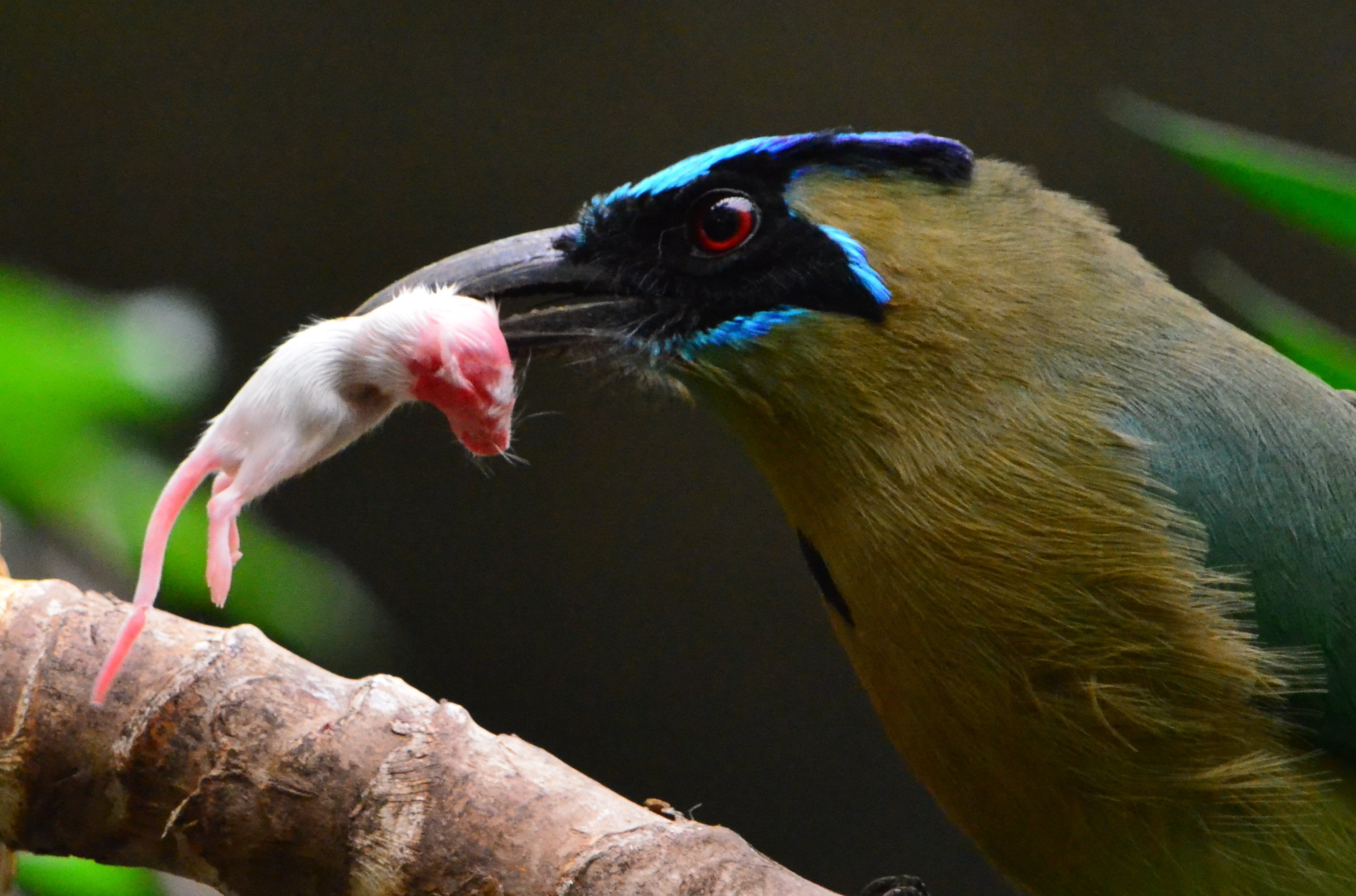
Момот с добычей

Момоты преимущественно охотятся на различные виды членистоногих: пауков, многоножек и насекомых, таких как пчёлы, осы, жуки, гусеницы и стрекозы. Также птицы питаются моллюсками, такими как улитки. Размеры птицы позволяют ей ловить лягушек, ящериц, змей, небольших птиц и мелких млекопитающих, включая мышей. Недостаток в рационе может дополняться фруктами (бананами, папайей, мякотью арбуза и др.). Птицы, живущие в зоопарках, съедают также и различные угощения, предложенные человеком, такие как хлеб и сыр.

## Размножение
Момоты моногамны и, как правило, сохраняют верность друг другу всю жизнь. Как и большинство ракшеобразных, гнездятся в норах, которые роют сами, обычно в береговых обрывах. При выкапывании они пользуются не только лапами, но и мощным клювом. Длина такой норы может достигать 2 м. Самка откладывает 3—4 яйца белого цвета. Насиживают оба родителя, но по бо́льшей части — самка, а самец лишь подменяет её на недолгое время. Вылупление происходит через 17—21 день. Момоты являются птенцовыми птицами и их малыши появляются на свет слепыми и голыми. Пухового наряда у них нет, вместо этого они сразу одеваются перьями гнездового наряда, который похож на взрослый.

## Поведение
Момотов редко можно увидеть в природе. Хоть они и не очень пугливые, но стараются держаться подальше от людей. За каждой парой момотов закрепляется своя территория, где они проводят всю жизнь, если их не потревожить.

## Классификация
Международный союз орнитологов включает в род следующие виды:
| Фото               | Название вида                                | Распространение                                      |
| Мексиканский момот | Бурошапочный момот (Momotus mexicanus)       | Гватемала и Мексика                                  |
|                    | Лазурнокоронный момот (Momotus coeruliceps)  | Восточная Мексика                                    |
|                    | Момот Лессона (Momotus lessonii)             | От южной Мексики до западной Панамы                  |
|                    | Красноватый момот (Momotus subrufescens)     | От южной Панамы до северо-запада Перу                |
|                    | Багамский момот (Momotus bahamensis)         | о.Тринидад и о.Тобаго в Карибском море               |
|                    | Синешапочный момот (Momotus momota)          | От восточной Венесуэлы до северо-восточной Аргентины |
|                    | Экваториальный момот (Momotus aequatorialis) | От северной Колумбии до восточной Боливии            |